# Manuel Cubas
Manuel Cubas, född 19 juni 1970, är en svensk journalist, skådespelare och regissör. Cubas arbetade tidigare som frilansjournalist, bl.a. för Sveriges Radio. 1999 utexaminerades han från radioproducentlinjen på Dramatiska Institutet.

## Radioproduktioner
- Min jävla skugga
- Dö i luften (tillsammans med Özz Nûjen)
- Din sol, din himmel, dina ängder gröna (tillsammans med Johanna Langhorst)

## Teaterproduktioner (regi)
- Den kurdiska tjocka damen säger vad hon vill (2002, tillsammans med Özz Nûjen)
- Svennebygränd (2002)
- Knacka på din egen dörr (2004)
- Hej då Fantomen, (2005, manus baserat på Marucio Kartuns pjäs Chau Misterix)
- Vi betalar inte, vi betalar inte!